# Lockhart (Caroline du Sud)
Pour les articles homonymes, voir Lockhart.
Lockhart est une ville située dans le comté d'Union, dans l’État de Caroline du Sud, aux États-Unis. Lors du recensement de 2020, elle comptait 384 habitants.